# Сванидзе, Иракли
Иракли Сванидзе (род. 2 июля 1996 года, Тбилиси) — грузинский профессиональный регбист, играющий на позиции замыкающего (но способен играть на любой позиции в веере) и сборную Грузии.

## Биография
Игровую карьеру начал в клубе «Джикеби» (Тбилиси). По приглашению тренера Валерия Цнобиладзе перешёл в «Яр» перед началом сезона 2020 года.  Выступал за различные сборные Грузии (от 14 до 20 лет) и взрослую сборную, за которую провел 3 матча, дебютировав в 2015 году. Выступал также за сборную по регби-7.

## Личная жизнь
Жена — Марьям, в 2020 году родился сын.